# خوسيه توريبيو مارينو
خوسيه توريبيو مارينو هو عسكري وسياسي تشيلي، ولد في 14 ديسمبر 1915 في لا سيرينا في تشيلي، وتوفي في 30 أغسطس 1996 في فينيا ديل مار في تشيلي. نشط حزبياً في مستقل.